# Ікопотський заказник
І́копотський зака́зник — гідрологічний заказник місцевого значення в Україні. Розташований у межах Старокостянтинівського району Хмельницької області, між селом Пашківці та містом Старокостянтинів. 
Площа 59,6 га. Статус присвоєно згідно з рішенням обласної ради народних депутатів від 17.12.1993 року № 3. Перебуває у віданні: Пашковецька сільська рада, м. Старокостянтинів. 
Статус присвоєно для збереження водно-болотного природного комплексу в заплаві річки Ікопоть.